# Григорьев, Фирс Григорьевич
Фирс Григорьевич Григорьев (1925—2009) — советский, чувашский врач-хирург, организатор здравоохранения. Доктор медицинских наук (1992). Народный врач СССР (1986). 

## Биография
Родился 29 декабря 1925 года в деревне Шигали (ныне Канашского района Чувашской АССР). 
Участник войны.
В 1953 году окончил Казанский медицинский институт. 
Работал хирургом (1953—1957), главным врачом Шихазановской больницы (1957—1963) и Канашской ЦРБ (1963—1994). С 1994 — онколог этой больницы. 
Проводил большую работу по созданию материально-технической базы здравоохранения, внедрению новых методов обслуживания, профилактики и лечения больных, добивался снижения заболеваемости, общей и детской смертности обслуживаемого населения в районе. При его активном участии больница стала многопрофильным медицинским учреждением с межрайонными специализированными отделениями, является республиканской школой передового опыта.
Был членом Учёного совета Медицинского института Чувашского государственного университета им. И. Н. Ульянова, проблемной комиссии «Научные основы гигиены села» Министерства здравоохранения Российской Федерации, секции «Социальные проблемы экологии» Института социального исследования РАН.
Врачебную и организаторскую деятельность сочетал с научной работой. В 1992 защитил докторскую диссертацию на тему «Социально-гигиенические аспекты оптимизации медицинской помощи населению сельских районов на примере автономных республик Волго-Вятского экономического района Нечернозёмной зоны РСФСР». Научно обосновал необходимость организации в сельских больницах России службы скорой медицинской помощи, реанимации и медицинских профилакториев при молочно-товарных фермах, укреплении материально-технической базы больниц. Автор более 80 научных работ, в т.ч. 4 монографии. Основные работы: «Концепция реформы и развития здравоохранения России», «Медико-географический атлас перспективного планирования сельского здравоохранения Чувашской АССР», «Сельское здравоохранение», «Меры по улучшению охраны материнства и детства» и др.
Народный депутат СССР.
Умер 14 марта 2009 года в Канаше.

## Звания и награды
- Заслуженный врач Чувашской АССР (1964)
- Заслуженный врач РСФСР (1974)
- Народный врач СССР (1986)
- Доктор медицинских наук (1992)
- Орден Ленина
- Орден Отечественной войны II степени
- Медали
- Значок «Отличнику здравоохранения» (СССР)
- Почётная грамота Президиума Верховного Совета Чувашской АССР.
- Занесён в Почётную Книгу Трудовой Славы и Героизма Чувашской АССР (1981)

## Память
- Его именем названа улица в с. Шихазаны.
- Его имя носит Канашская центральная районная больница